# یواس‌اس بر (دی‌ئی-۵۷۶)
یواس‌اس بر (دی‌ئی-۵۷۶) (به انگلیسی: USS Barr (DE-576)) یک کشتی بود که طول آن ۳۰۶ فوت (۹۳ متر) بود. این کشتی در سال ۱۹۴۳ ساخته شد.